# Municipio de Breckenridge (condado de Greene)
El municipio de Breckenridge (en inglés: Breckenridge Township) es un municipio ubicado en el condado de Greene en el estado estadounidense de Arkansas. En el año 2010 tenía una población de 1319 habitantes y una densidad poblacional de 12,59 personas por km².

## Geografía
El municipio de Breckenridge se encuentra ubicado en las coordenadas 36°13′42″N 90°30′38″O / 36.22833, -90.51056. Según la Oficina del Censo de los Estados Unidos, el municipio tiene una superficie total de 104.79 km², de la cual 104,76 km² corresponden a tierra firme y (0,03 %) 0,03 km² es agua.

## Demografía
Según el censo de 2010, había 1319 personas residiendo en el municipio de Breckenridge. La densidad de población era de 12,59 hab./km². De los 1319 habitantes, el municipio de Breckenridge estaba compuesto por el 98,71 % blancos, el 0,08 % eran afroamericanos, el 0,61 % eran amerindios, el 0,08 % eran de otras razas y el 0,53 % eran de una mezcla de razas. Del total de la población el 0,61 % eran hispanos o latinos de cualquier raza.